# Can Casals (Tavertet)
Can Casals és una masia de Tavertet (Osona) inclosa a l'Inventari del Patrimoni Arquitectònic de Catalunya.

## Descripció
Masia on s'observen diverses fases constructives: el cos original de planta quadrada (8x8 metres), cobert a dues vessants amb el carener perpendicular a la façana situada a migdia, i un annex, més recent, adossat a la façana principal amb el primer pis més alçat que el cos original i amb cobert a tres vessants. Aquest annex s'utilitza com a porxo i presenta els dos badius laterals (en forma d'arc) tapiats. Els paraments constructius d'aquests dos cossos són bastant diferents. La part més antiga té molt poques obertures i totes elles tenen els emmarcaments de pedra picada. No hi ha cap data. També hi ha un petit annex a la façana oest.

## Història
Masia sense documentació, que també s'anomena Can Casals de la Vall.